# Jacques-Antoine de Révéroni Saint-Cyr
Jacques-Antoine Révéroni, baron de Saint-Cyr, né le 5 mai 1767 à Lyon et mort le 12 mars 1829 à Ivry-sur-Seine, est un militaire et homme de lettres français.

## Biographie
Né de l’une des familles italiennes qui passèrent en France, au XVe siècle, avec Catherine de Médicis, Jacques Antoine Révéroni de Saint-Cyr prétendait que ses ancêtres avaient introduit dans cette ville la fabrication des étoffes qu’à cause de cela on désigne encore par le nom de Florence. Il entra dans le génie militaire à l’âge de quinze ans, et fut nommé capitaine de première classe au corps royal du génie dès le commencement de la Révolution qu’en militaire attaché à l’ancienne monarchie par sa position et son caractère, il servit néanmoins avec plus de résignation que de zèle.
Le comte de Maibonne, qui l’avait connu à Besançon, étant devenu ministre de la guerre en 1792, le nomma un de ses adjoints et le chargea de rédiger la plupart des instructions qui furent envoyées aux généraux en chef, notamment à Rochambeau et à Lafayette. Lorsque le portefeuille passa dans les mains de Dumouriez, Révéroni de Saint-Cyr eut avec lui des démêlés auxquels le départ de ce général put seul mettre fin. Fort zélé pour le pouvoir constitutionnel de Louis XVI, Révéroni de Saint-Cyr lui avait lui donné, le 5 août, un plan de défense pour le palais des Tuileries ; mais ce plan ayant été remis au général Vittinghoff, commandant de Paris, qui donna sa démission peu de jours avant la journée du 10 août, à cause de son grand âge, ne reçut aucune exécution. Ce fut en vain qu’en cette journée Révéroni de Saint-Cyr se présenta au château pour y recevoir les ordres du général de Boissieu, qui avait succédé à Vittinghoff.
Après avoir échappé aux plus grands périls, Révéroni de Saint-Cyr en courut encore de non moins grands lors des massacres de Septembre, et prit le parti de se tenir caché pendant plus d’un mois. Ayant repris du service en 1793, il fut employé sur les côtes de l’Océan, près du Havre, où il fit exécuter de nouveaux fourneaux à boulets rouges, de son invention. Il passa ensuite à l’armée du Nord, et fit achever les fortifications de Menin, commencées par les alliés. Rappelé à Paris, il y fut nommé professeur de fortifications, répétiteur adjoint des généraux d’Arçon et Campredon, lors de la création de l’École polytechnique ; puis membre du comité des fortifications, et plus tard chef de division au ministère de la guerre sous le maréchal Berthier, qui le nomma un de ses aides-de-camp. Enfin il fut sous-directeur du génie, et chargé du casernement de la capitale.
Dans l’insurrection royaliste du 13 vendémiaire an IV, Révéroni de Saint-Cyr avait concouru, avec Bonaparte, aux dispositions qui furent faites contre les Parisiens. Ce général voulut ensuite l’emmener dans sa campagne d'Égypte ; mais Révéroni de Saint-Cyr s’y refusa par suite d’une infirmité qui l’empêchait de monter à cheval et qui nuisit beaucoup à son avancement : c’est ce qui explique le peu de succès qu’il obtint sous ce rapport, quoiqu’il fût sans contredit un des officiers les plus anciens et les plus instruits de l’armée, comme le témoignent différents mémoires qu’il présenta sur le service militaire, sur la guerre d’Espagne, la campagne de Russie, etc.
N’étant que lieutenant-colonel du génie lorsqu’il fut mis à la retraite en 1814, Révéroni de Saint-Cyr, qui n’avait plus alors d’autre occupation que les travaux littéraires qu’il n’avait jamais perdus de vue, même à l’époque de la plus grande activité de ses fonctions, s’y livra avec tant d’ardeur que ses facultés intellectuelles en furent ébranlées, et qu’après plusieurs attaques d’apoplexie il resta dans un état d’aliénation qui ne fit qu’augmenter jusqu’à sa mort. Sa folie se déclara d’une façon singulière : il avait écrit aux sociétaires du théâtre Feydeau pour leur demander une lecture qu’on lui accorda ; il parut, son manuscrit à la main, de l’air le plus sérieux et lut les noms des personnages de son opéra-comique intitulé : les Amours du Marais. Premier crapaud, M. Huet ; second crapaud, M. Ponchard ; première grenouille, Mme Lemonnier, etc. On n’en écouta pas davantage, et l’on interrompit l’auteur qui fut conduit dans une maison de santé où il devait mourir. Ses restes furent transportés au cimetière du Père-Lachaise (11e division), où son ami Emmanuel Dupaty prononça son éloge.
Révéroni de Saint-Cyr avait épousé en mai 1792 Marie Marguerite dite Sarah, une des filles du savant naturaliste Poivre, elle est morte à Paris, le 19 mai 1814. Créé baron et officier de la Légion d'honneur par Napoléon, chevalier de Saint-Louis par Louis XVIII, il était décoré de l’ordre du Mérite militaire de Bavière. Devenu prince de Neufchâtel et de Wagram, Berthier l’avait fait son chambellan. Enfin, il appartenait à la société des sciences et arts de Paris, à l’Académie de Lyon, et d’autres sociétés et académies.
Les ouvrages consistent en pièces de théâtre, en romans et en ouvrages scientifiques. En littérature, Révéroni de Saint-Cyr est resté à la postérité surtout pour son roman, Pauliska, ou La Perversité moderne, mémoires récents d'une Polonaise, publié à Paris en l'an VI (1797-1798).

## Théâtre
- Le Club de sans-souci, ou les Deux Pupilles, comédie en un acte et en vers libres, mêlée de vaudevilles, 1793, in-8°.
- Helena, ou les Miquelets, opéra en 2 actes, Paris, 1795, in-8°.
- Élisa, ou le Voyage au mont Saint-Bernard, opéra en deux actes, 1795, in-8°.
- L’Hospice de village, opéra, en 2 actes, 1797.
- Le Délire, ou les Suites d’une erreur, opéra-comique en un acte, 1800, in-8° (remarquable par la musique de Berton et le jeu de Gavaudan).
- La Rencontre aux bains, vaudeville en un acte.
- Sophie Pierrefeu, ou le Désastre de Messine, fait historique en 3 actes, mêlé d’ariettes, 1804, in-8° (non représenté).
- Le Vaisseau amiral, ou Forbin et Delville, opéra en un acte, 1805, in-8°.
- Lina ou le Mystère, drame lyrique en trois actes et en prose, musique de Nicolas Dalayrac, créé à l'Opéra-Comique (théâtre Feydeau), le 8 octobre 1807, in-8°.
- Cagliostro, ou les Illuminés, opéra-comique en 3 actes, 1810, in-8°.
- Les Ménestrels, ou la Tour d’Amboise, opéra en 3 actes, 1811, in-8°.
- Christine, reine de Suède, tragédie en 3 actes, 1816, in-8° (non représentée).
- Déjanire, ou la Mort d’Hercule, grand opéra en un acte, 1816, in-8° (non représenté).
- Pline, ou l’Héroïsme des arts et de l’amitié, opéra en un acte, 1816, in-8° (non repr.).
- Mademoiselle de Lespinasse, comédie en un acte et en vers, 1817, in-8° (non représentée).
- Les Partis, ou le Cornérage universel, comédie en 3 actes et en vers, 1817, in-8° (non représ.).
- Le Siège de Rhodes, opéra en 3 actes, 1817, in-8° (non repr.).
- Le Sybarite, comédie en 3 actes et en vers, 1817, in-8° (non repr.).
- La Comtesse de la Marck, comédie historique en trois actes, 1818 (avec Dartois).
- Vauban à Charleroi, comédie historique en 3 actes et en vers, 1827, in-8° (avec Jean-Baptiste-Charles Vial)Plusieurs de ces pièces n’ont pas été représentées ; les autres ont été jouées sur les théâtres Louvois, Favart, Montansier, Feydeau, de la Cité et de l’Odéon. En 1828, Révéroni de Saint-Cyr avait composé un opéra-comique intitulé les Grenouilles, imité d’Aristophane, et il avait assigné l’heure de minuit pour en donner lecture au comité du théâtre Feydeau. N’ayant trouvé personne au rendez-vous, il se mit en colère, et alla frapper à la porte de quelques acteurs. C’était le commencement d’une aliénation mentale qui ne fit qu’empirer.

## Romans
- Sabina d’Herfeld, ou les Dangers de l’imagination, Paris, 1797-98, 2 vol. in-12 ; 4e édition, 1814, 2 vol. in-12.
- Pauliska, ou La Perversité moderne, mémoires récents d’une Polonaise, 1798, 2 vol. in-12.
- Nos Folies, ou Mémoires d’un Musulman connu à Paris, 1799, 2 vol. in-12.
- La Princesse de Nevers, ou Mémoires du sire de la Touraille, 1813 ; 2 vol. in-12 ; 2e edit., 1823, 2 vol. in-12.
- L’Officier russe à Paris, ou Aventures et réflexions critiques du comte de ***, 1814, 2 vol. in-12.
- Le Torrent des passions, ou les Dangers de la galanterie, 1818, 2 vol. in-12.
- Historiettes galantes et grivoises, suivies des Mœurs du jour, Fables politiques et critiques, 1822, in-12.
- Le Prince Raymond de Bourbon, ou les Passions après les révolutions, suite de la Princesse de Nevers, 1823, 2 vol. in-12.
- Taméha, reine des îles Sandwich, 1825, 2 vol. in-12

## Ouvrages scientifiques
- Inventions militaires et fortifiantes, ou Essais sur des moyens nouveaux offensifs et cachés dans la guerre défensive, Paris, 1795, in-8°, avec 4 pl. ; 2e édition, sous le titre d’Inventions militaires dans la guerre défensive, 1798, in-12.
- Essai sur le perfectionnement des beaux-arts par les sciences exactes, ou Calculs et hypothèses sur la poésie, la peinture et la musique, Paris, 1804, 2 vol. in-8°, avec 4 pl.
- Essai sur le mécanisme de la guerre, 1808, in-8°.Cet ouvrage, dédié au maréchal Berthier, fut désigné pour un des prix décennaux en 1810. Encouragé par Carnot, l’auteur refondit entièrement son livre et en donna plus tard une nouvelle édition sous le titre de Statique de la guerre, ou Principes de stratégie et de tactique, suivis de Mémoires militaires et inédits, et la plupart anecdotiques, relatifs à des généraux ou des événements célèbres, à Bonaparte, à Dumouriez, au plan de la défense des Tuileries, le 10 août, au 13 vendémiaire, etc., Paris, 1826, in-8°, avec planches.
- Examen critique de l’équilibre social européen, ou Abrégé de statistique politique et littéraire, 1820, m-8°, avec planche et tableaux.

Enfin, on attribue à Révéroni de Saint-Cyr, une Ode à S. M. l’empereur Alexandre, sans date. Presque tous ses ouvrages ont paru sans nom d’auteur. Il rédigeait des mémoires historiques et s’occupait d’inventions nouvelles lorsque la maladie vint le frapper.

## Source
- Louis-Gabriel Michaud, Biographie universelle, ancienne et moderne, Paris, p. 1846